# Медзилаборце
Медзилаборце (на словашки: Medzilaborce) е град в североизточна Словакия, в Прешовски край. Административен център на окръг Медзилаборце. Според Статистическа служба на Словашката република към 31 декември 2013 г. градът има 6730 жители.

## География
Разположено е на 326 m надморска височина, над река Лаборец и Видранка, на ок. 82 km северно-източно от Прешов. Площта му е 47,48 km².

## История
Селище споменат за първи път през 1557 г.

## Население

### Демография
Населението на Медзилаборце по официални данни е 6730 жители (2013 г.), от които 3328 са мъже, а 3419 са жени. Гъстотата на населението е 142 д./km². В предварително трудоспособна възраст (0 – 14) е 1100 души; в трудоспособна възраст мъже (15 – 59) е 1967 души а жени (15 – 55) е 2273; в след трудоспособна възраст (+60 мъже, +55 жени) е 1407 души. Общ естествен прирост на населението е -34.

### Националности и етнически групи
В Медзилаборце 56,42% са словаци, 34,16% са русини, 6,13% са украинци, 1,11% са роми, 0,68% чехи, 0,09% унгарци, 0,07% поляци и 0,04% моравци.

## Политика
Кметът на града е Иван Солей (Ivan Solej). Номера на пощенската код е 068 01, а телефонен код е +421 – 57.

### Побратимени градове
Списък на побратимени градове на Медзиборце:
- Коженице, Полша.
- Намещ над Ославоу, Чехия.

## Инфраструктура

### Социална инфраструктура
В градът се намира читалище, фитнес зала, футболно игрище, кино, както и поща, аптека, магазин за хранителни стоки, магазин за части и принадлежности за автомобили, бензиностанция, оборудване за техническо оборудване и ремонт на моторни превозни средства, хотел, пансион, хижа, бунгало, къмпинг, агенция на търговския застраховка, банка и банкомат.

### Техническа инфраструктура
Градът има обществено водоснабдяване, канализация и газопреносната мрежа, кабелна телевизия.

### Транспорт
Чрез градът минава републикански път 559. В градът има автобусна спирка и железопътна гара.

## Култура
- Музей на модерното изкуство на Анди Уорхол.

## Образование
Градът разполага с две градски градини; основно училище на Александър Любимов и две други основни училища; средно училище Медзилаборце и средно професионално училище на Анди Уорхол.

## Вероизповеданията
|  |  |  |

Вероизповеданията
Жителите 41,54% са гръцкокатолици, 40,07% православни, 10,15% римокатолици, 4,94% атеисти 0,33% евангелици и 0,07% хусити.
В Медзилаборце намират се гръцкокатолическа църква св. Василий Велики от 1878 г., православна църква св. Дух и римокатолическа църква св. Богородица.

## Личности
Родени в Медзилаборце:
- Иван Мацинский (1922 – 1987) – украински поет и преводач, директор на Украинския национален театър.
- Иван Прокипчак (1917 – 1991) – словашки и украински писател, публицист и обществен деец. Член на словашките писатели.
- Юлий Мушка (1919) – художник.